# Кемпнево
Кемпнево (пол. Kępniewo, нім. Kampenau) — село в Польщі, у гміні Маркуси Ельблонзького повіту Вармінсько-Мазурського воєводства.
Населення — 371 особа (2011).
У 1975-1998 роках село належало до Ельблонзького воєводства.

## Демографія
Демографічна структура станом на 31 березня 2011 року:
|          | Загалом | Допрацездатний вік | Працездатний вік | Постпрацездатний вік |
| -------- | ------- | ------------------ | ---------------- | -------------------- |
| Чоловіки | 187     | 55                 | 119              | 13                   |
| Жінки    | 184     | 48                 | 100              | 36                   |
| Разом    | 371     | 103                | 219              | 49                   |